# Révkörtvélyes
Révkörtvélyes település Romániában, Szilágy megyében.

## Fekvése
Nagyilondától nyugatra, a Szamos jobb partján fekvő település.

## Nevének eredete
Nevének rév előtagját a patakon és a Szamoson levő révje után, míg nevének körtvélyes utótagját a településen termesztett nagy mennyiségű körte után kapta.

## Története
Révkörtvélyes nevét 1405-ben említették először az oklevelek Kwrthuelrew néven.
1424-ben Kerthewelrew, 1566-ban Körtwelrew, 1650-ben Körtvély-Rév, 1830-ban Révkörtvélyes néven írták.
A település Kővár tartozéka volt, melyet Zsigmond király Balk és Drág fiainak adományozott.
1424-ben történt osztozkodásukkor a település Drág fiainak: Györgynek és Sandrinnak jutott, s az övék volt még 1553-ban  is.
A Drágfiak kihaltával Drágffy György e birtokát Izabella királyné bátori (ecsedi) Báthori Györgynek és nejének, somlyói Báthory Annának,és fiuknak Báthori Istvánnak (későbbi országbírónak) adományozta.
1565-ben, amikor Báthori György fellázadt Miksa császár ellen - feje váltságául - Kővárt és tartozékait, köztük Révkörtvélyest is a császárnak engedte át.
1567-ben II. János király visszafoglalta Miksa császártól Kővárt tartozékaival együtt és Beregszói Hagymási Kristófnak adományozta.
1651-ben Kővárhoz tartozó „fiskális” birtok volt.
1702-ben Bethlen Ferenc és Bánffy Péter birtokának írták, 1786-ban pedig gróf Bethlen Gergelyé lett.
1820-ban gróf Teleki Domokos volt a település birtokosa.
1831-ben 233 lakosa volt, 1896-ban 297 lakosából 280 görögkatolikus, 17 zsidó volt.
1891-ben 277 lakosa volt, melyből 9 római katolikus, 244 görögkatolikus, 2 református, 22 izraelita volt.
Révkörtvélyes a trianoni békeszerződés előtt Szolnok-Doboka vármegye Nagyilondai járásához tartozott.

## Nevezetességek
- Görögkatolikus temploma 1865-ben épült kőből. 1867-ben szentelték fel Mihály és Gábor őrangyalok tiszteletére.
- Pesterea Magurics nevű nagy barlangja, amely az itt talált ősállatcsontokról is nevezetes.
- Határában 1882-ben Torma Károly régész idejében még látható volt egy kerek római őrtorony is.